# Народноослободилачки фонд
Народноослободилачки фонд је била институција Народноослободилачког покрета Југославије од 1941. до 1945. године, која је основана у првим данима оружаног устанка 1941. године, с основним задатком прикупљања хране, новца, техничког материјала и других потреба за партизанске јединице. Први пут се помиње као „Фонд народног ослобођења“, који је имао задатак да организује исхрану и другу опскрбу партизанских одреда (Билтен ГШ НОПОЈ бр. 1. до 10. августа 1941).
Претходница ове институције била је „Црвена помоћ”, која је 1940. преименована је у „Народну помоћ Југославије”, а 1941. у „Народноослободилачки фонд”. 

## Деловање Народноослободилачког фонда
Почетком рата 1941. године, на ослобођеној и полуослобођеној територији, као и у многим окупираним градовима Југославије по директиви Централног комитета Комунистичке партије Југославије и Врховног штаба НОВ и ПОЈ, приступа се образовању одбора Народноослободилачког фонда, као посебне организације, а организују их Народноослободилачки одбори у сарадњи са штабовима јединица, војнопозадинским командама и другим политичким антифашистичким организацијама. Упоредо, у неким деловима Југославије, оснивани су на окупираној територији, одбори „Народне помоћи“ све до краја 1941. године.
Одбори Народноослободилачког фонда на окупираној територији у почетку обављају задатке као и одбори Народне помоћи. Касније се делокруг њиховог рада проширио. Задатке Народноослободилачких одбора у Словенији обављала је „Људска помоч“ и теренски одбори Освободилне фронте. Поред прикупљања хране, новца и осталих потрепштина, одбори НО фонда су у неким крајевима деловали као политички органи, организовали састанке симпатизера НОП-а, преносили директиве партијских форума, организовали обавештајну службу, радили на окупљању родољуба око платформе народноослободилачке борбе и остале активности. У Срему су, на пример, 1941. и у првој половини 1942. године, одбори НО фонда били истовремено и органи власти. На ослобођеној и полуослобођеној територији, одбори НО фонда поступно су прерастали у секције Народноослободилачких одбора, а у многим крајевима и у саме Народноослободилачке одборе.